# TC型省力化軌道

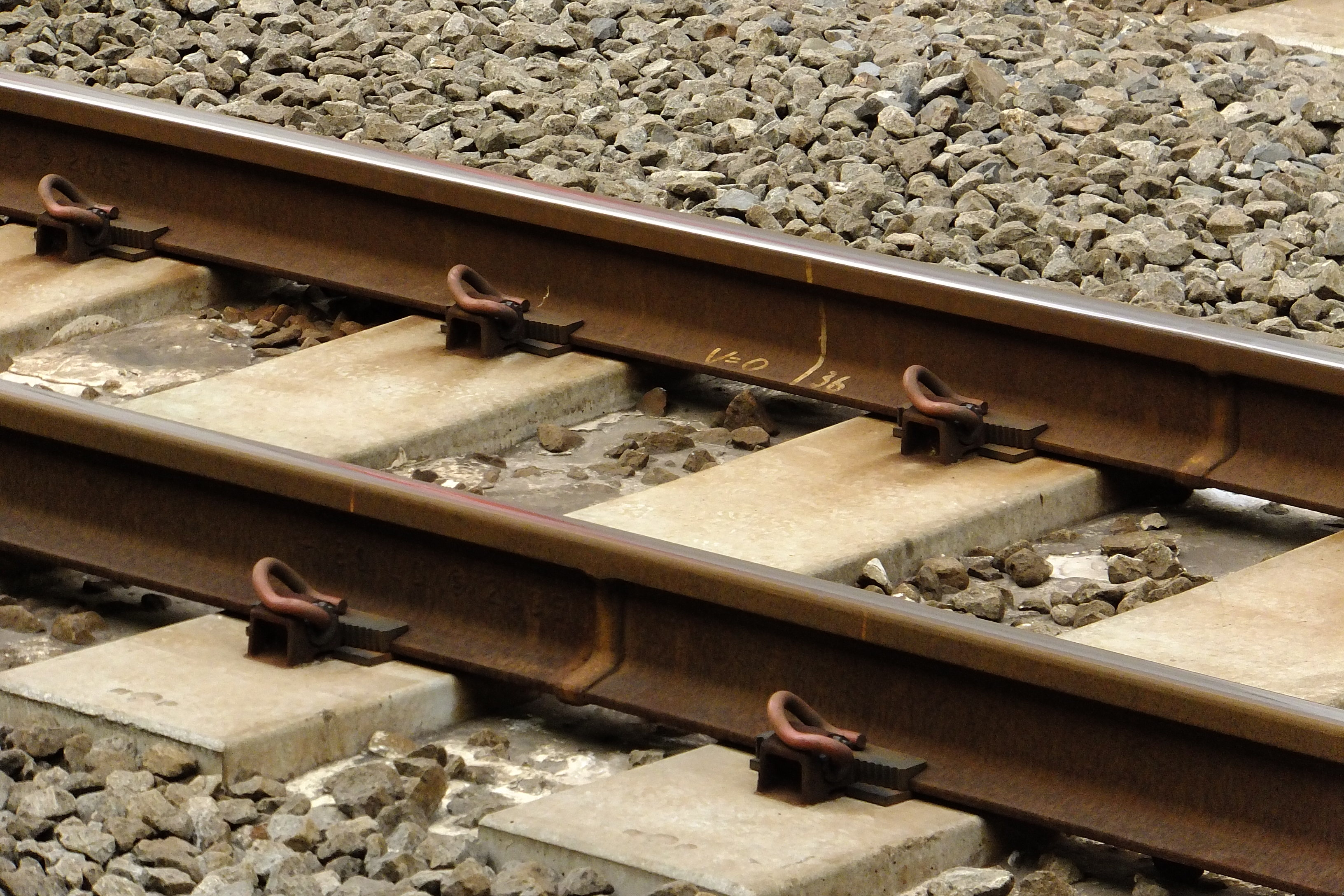
幅広型PC枕木を採用したTC型省力化軌道

TC型省力化軌道（TCがたしょうりょくかきどう）とは、東日本旅客鉄道（JR東日本）本社総合技術開発推進部テクニカルセンター（現：JR東日本研究開発センターテクニカルセンター）によって独自に開発された省力化軌道である。

## 概要
省力化軌道を導入することにより、列車通過回数などに応じて定期的に行われるバラスト交換、道床つき固めなどの保線のメンテナンス作業（コスト）が軽減され、敷設区間を走行する旅客列車の乗り心地の向上につながるとされる。
その工事手順は、軌道を構成するバラスト、枕木を撤去し、路盤上に透水性のある不織布とバラストを敷き詰め、幅広型のコンクリート枕木を設置する。その後、凝固性のあるセメントモルタル系のてん充材を注入する。約1週間でバラスト、枕木は一体化される。
JR東日本では、大崎駅で試験的に施工し、1998年3月から2002年2月までを第1期工事として、山手線田町 - 新宿 - 田端間の 35 km 区間でTC型省力化軌道を導入し、2002年2月からは第2期工事として、山手線田町 - 東京 - 田端（東ルート）、総武緩行線浅草橋 - 御茶ノ水、中央緩行線御茶ノ水 - 中野、同快速線東京 - 中野間など5区間 111.0 km で着工、2007年2月末までに完了させた。
2007年1月末からはじまった第3期工事の対象区間は、東海道本線東京 - （川崎）、中央快速線中野 - 三鷹、東北本線尾久 - （浦和）、横須賀線大崎 - 蛇窪 - （新川崎）、山手貨物線大崎 - 田端操、東北貨物線田端 - （川口）である。山手、京浜東北、中央緩行快速線での工事と異なるのは、第3期区間は電気機関車牽引の貨物列車が走行する点である。第3期の年間当たり施設キロ数は、旅客線で 25 km 程度、貨物線で 20 km 程度である。このうち、山手貨物線は、埼京線の列車が走行するほか、2004年10月の湘南新宿ライン大増発（平日64往復）により池袋 - 新宿間の列車走行本数が飛躍的に増加し、年間列車通過トン数は2001年度には 2000万 t だったものが2005年度には 2500万 t 超に増加した。これと同時に乗り心地の改善による旅客サービスの向上が急務であった。
工事は、東京支社東京省力化軌道工事区とパートナー会社により、最終列車終了から始発列車までのわずかな間合い（おおむね3時間）で行われる。JR東日本では、第3期に当たって、バックホーなどの重機に加えてん充材運搬用プラント車を増備し、大型の道床運搬車、道床掘削機などを活用し、工期短縮によりコスト削減を実現したいとしている。工事では、バラスト、枕木にてん充するセメントコンクリート材のセメント比率を高め、列車走行時の荷重に対する路盤の曲げ強度を引き上げ、山手線の約1.5倍を確保するとしている。敷設工事に合わせて、50 kg レールから 60 kg への交換（延長 39 km）、分岐器の 60 kg レール化（24台）、ロングレール化（延長 5.6 km）工事にも着手する。
JR東日本では列車増発の将来の可能性も視野に含めて軌道強化に取り組むとしている。
また、2019年3月から2025年3月までの予定で第4期工事が開始される。